# Nishnabotna Township (Contea di Atchison, Missouri)
Nishnabotna Township è una delle 11 township nella Contea di Atchison dello Stato del Missouri, Stati Uniti d'America.

## Geografia fisica
Nishnabotna Township si estende su una superficie di 74,626 km². All'interno della township è presente la città di Watson. 
Il fiume Nishnabotna attraversa la township.

## Storia
Il nome della township deriva da una espressione dei nativi americani è significa un fiume dove sono state costruite le barche